# راي هربرت
راي هربرت (بالإنجليزية: Ray Herbert)‏ هو لاعب كرة قاعدة أمريكي، ولد في 15 ديسمبر 1929 في ديترويت في الولايات المتحدة.

## وصلات خارجية
- راي هربرت على موقع دوري كرة القاعدة الرئيسي (الإنجليزية)
- راي هربرت على موقعبيزبول رفرنس.كوم (الدوري الرئيسي) (الإنجليزية)
- راي هربرت على موقعبيزبول رفرنس.كوم (الدوري الثانوي) (الإنجليزية)
- راي هربرت على موقع إي إس بي إن.كوم (أم.أل.بي) (الإنجليزية)
- راي هربرت على موقع مشجعي الرسوم البيانية (الإنجليزية)